# Luis Lobo Medina
Luis Orlando Lobo Medina (Banda del Río Salí, provincia de Tucumán; 14 de octubre de 1984) es un árbitro de fútbol argentino, quien dirige en la máxima categoría de su país desde 2022. Desde 2025 es árbitro internacional representando a la Argentina.

## Carrera
Debutó en la máxima categoría del fútbol argentino en el partido entre Colón y Vélez Sarsfield por la última fecha de la fase de grupos de la Copa de la Liga Profesional 2022. En el año 2011 dirigió su primer encuentro en la Primera B Nacional.

## Estadísticas
| Competición                              | Organizador | Años    | PD  | Amonestado | Prom. | Expulsado | Prom. |
| ---------------------------------------- | ----------- | ------- | --- | ---------- | ----- | --------- | ----- |
| Primera División de Argentina            | AFA         | 2022–   | 36  | 183        | 5,08  | 15        | 0,42  |
| Copa de la Liga Profesional              | AFA         | 2022–   | 13  | 64         | 4,92  | 3         | 0,23  |
| Primera B Nacional                       | AFA         | 2011–   | 155 | 750        | 4,83  | 57        | 0,36  |
| Torneo Federal A                         | AFA         | 2018–   | 27  | 115        | 4,26  | 13        | 0,48  |
| Copa Argentina                           | AFA         | 2012–   | 10  | 37         | 3,7   | 3         | 0,3   |
| Totales                                  | Totales     | Totales | 241 | 1.149      | 4,77  | 91        | 0,38  |
| Datos actualizados al 2 de enero de 2025 |             |         |     |            |       |           |       |

Fuente: livefutbol.com